# Montevarchi
Montevarchi település Olaszországban, Toszkána régióban, Arezzo megyében. Lakosainak száma 24 081 fő (2023. január 1.). Montevarchi Cavriglia, Gaiole in Chianti, Laterina Pergine Valdarno, Terranuova Bracciolini, Bucine, San Giovanni Valdarno és Pergine Valdarno községekkel határos.

## Népesség
A település lakossága az elmúlt években az alábbi módon változott:
| Lakosok száma | 24 399 | 24 440 | 24 081 |
|               | 2017   | 2018   | 2023   |